# رابح بيطاط
رابح بيطاط (19 ديسمبر 1925 - 10 أبريل 2000)، الرئيس الرّابع للجزائر منذ التكوين والرئيس الثالث منذ الاستقلال لفترة انتقالية قصيرة. عضو مؤسس للجنة الثورية للوحدة والعمل والقيادة التاريخية

## سيرة
ولد بعين الكرمة بولاية قسنطينة بالشرق الجزائري، ناضل في صفوف حركة انتصار الحريات الديمقراطية وكان عضوا في المنظمة السرية. حكم عليه غيابيا بالسجن لعشر سنوات بعد مشاركته في مهاجمة دار البريد بوهران.

### أثناء ثورة التحرير
هو عضو مؤسس للجنة الثورية للوحدة والعمل. كان كذلك من بين مجموعة الإثنين والعشرين (22) ومجموعة الستة (6) القادة التاريخيين الذين أعطوا إشارة انطلاق الثورة الجزائرية التحريرية. عُيِّن بعدها مسؤولا عن المنطقة الرابعة (الجزائر). وفي 23 مارس 1955 اعتقلته السلطات الاستعمارية بعد الحكم عليه بالسجن المؤبد ثم أطلق سراحه بعد وقف إطلاق النار في مارس 1962.

### بعد الاستقلال
عين في 27 سبتمبر 1962 نائبا لرئيس مجلس أول حكومة جزائرية ثم استقال بعد ذلك بسنة. في 10 يوليو 1965 عُيِّن وزيرا للدولة. بعدها في سنة 1972 عُيِّن وزيرا مكلفا بالنقل.
في مارس 1977 ترأّس المجلس الشعبي الوطني. وبعد وفاة الرئيس هواري بومدين في 28 ديسمبر 1978، تقلد بالنيابة رئاسة الجمهورية لمدة 45 يوما. تولى رئاسة المجلس الشعبي الوطني لمدة أربع فترات تشريعية إلى أن قدّم استقالته في 2 أكتوبر 1990. وقد حصل على أعلى وسام في الدولة «صدر» بمناسبة الاحتفال بالذكرى السابعة والثلاثين لعيد الاستقلال في 5 يوليو 1999.

### وفاة
توفي في مستشفى بروسيه بباريس عن 73 عاما يوم 10 أبريل 2000.

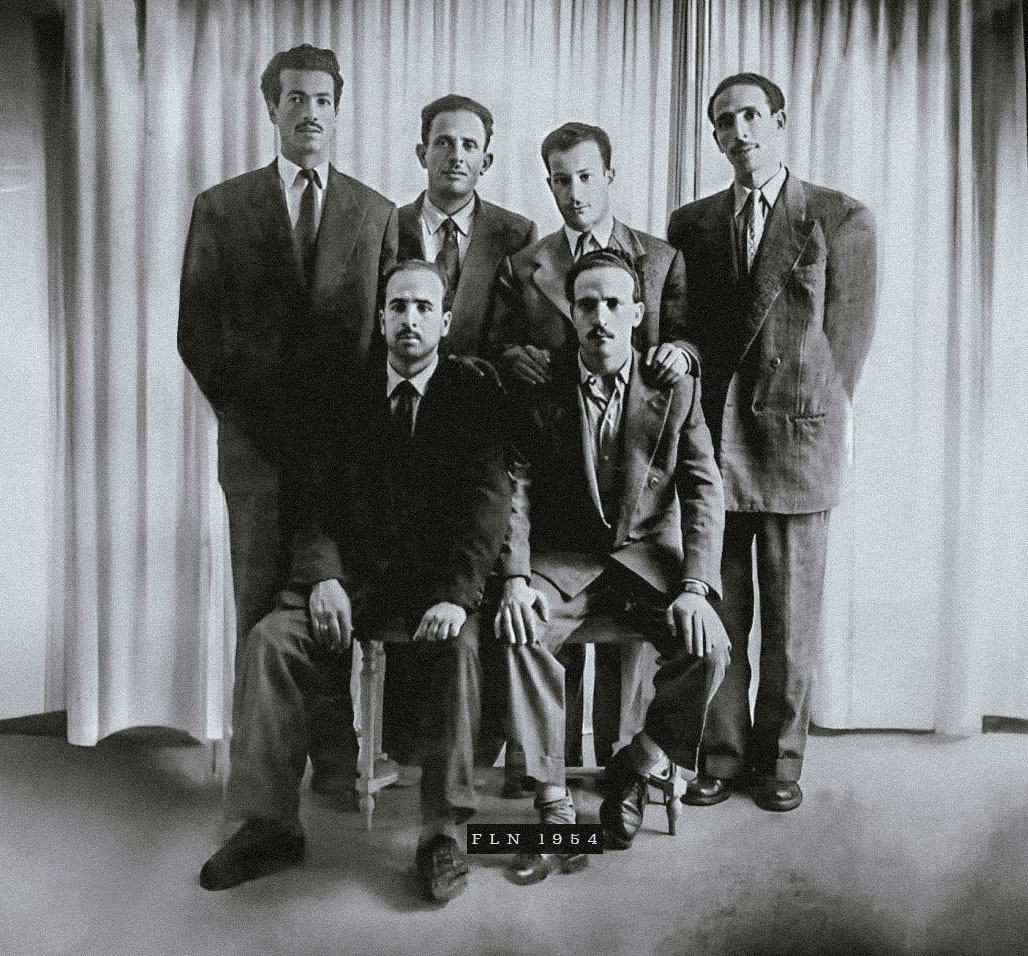
صورة لمجموعة الستة قبل إعلان ثورة نوفمبر 1954 من اليسار إلى اليمين رابح بيطاط، مصطفى بن بولعيد، ديدوش مراد، محمد بوضياف، الجالسين: كريم بلقاسم والعربي بن مهيدي

.

## المناصب التي شغلها بعد الاستقلال
- نائب الرئيس في أول حكومة أحمد بن بلة 27 سبتمبر 1962، استقال في نوفمبر 1963.
- بعد انضمامه للمعارضة في باريس، وقال أنه يحشد انقلاب العقيد بومدين (19 يونيو 1965) وعُيِّن وزير دولة بدون حقيبة 10 يوليو 1965.
- 21 يوليو 1970 أصبح وزير النقل، وهو المنصب الذي شغله حتى 5 مارس 1977، ليصبح رئيس المؤتمر الشعبي الوطني الأول.
- بعد وفاة هواري بومدين 27 ديسمبر 1978، كُلف مؤقتا رئيسا للجمهورية في الجزائر خلال ال 45 يوما المنصوص عليها في الدستور لتنظيم انتخابات رئاسية جديدة.
- وأعيد انتخابه رئيسا للجمعية الوطنية في عام 1982، 1987 و 1989، لكنه استقال 3 أكتوبر 1990 للتعبير عن اختلافه مع سياسات الرئيس الشاذلي بن جديد.
- اعتزل الحياة السياسية لمدة عشر سنوات، دعم المترشح عبد العزيز بوتفليقة في عام 1999 في أول عهدة له؛ عُيِّن مبعوثا خاصا لعدة بعثات منها ممثل الشخصي للرئيس في حفل تنصيب رئيس تابو إيمبيكي في جنوب أفريقيا.

## وصلات خارجية
- رابح بيطاط على موقع مونزينجر (الألمانية)

- موقع خاص بالمرحوم رابح بيطاط.

## شخصيات
- محند أكلي بن شعبان